# Ocracoke Inlet

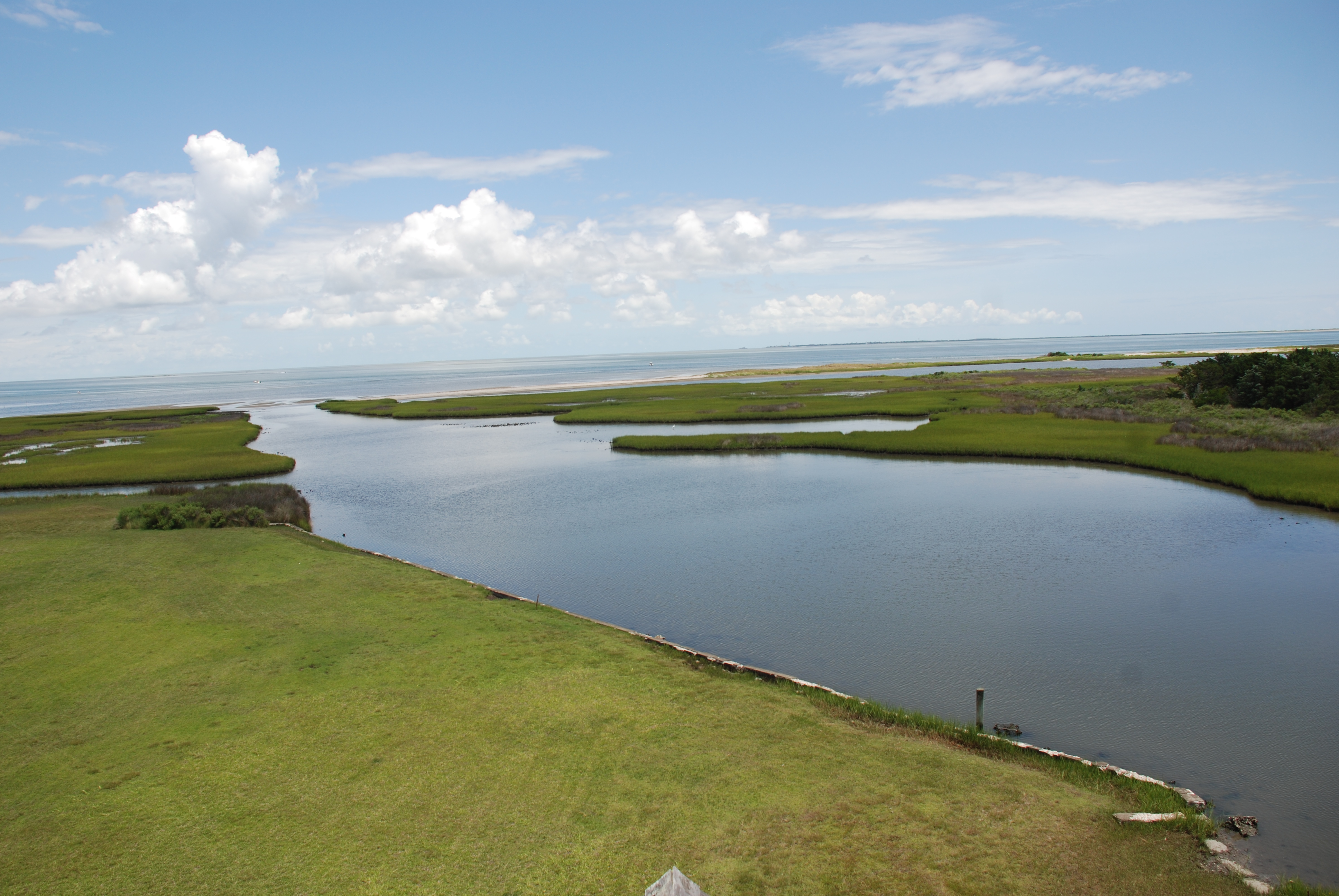
Vista des de l'estació de salvavides dels Estats Units de Portsmouth amb vistes a Coast Guard Creek i Ocracoke Inlet. Les costes de l'illa d'Ocracoke es poden veure al fons.

Ocracoke Inlet (/ˈoʊkrʌkoʊk/) és un estuari situat als Outer Banks, Carolina del Nord, Estats Units, que separa l'illa d'Ocracoke i l'illa de Portsmouth. Connecta l'oceà Atlàntic amb el Pamlico Sound. És el terme sud de la costa nacional de Cape Hatteras, i el terme nord de la costa nacional de Cape Lookout. L'entrada té unes dues milles d'ample, tot i que canvia diàriament.

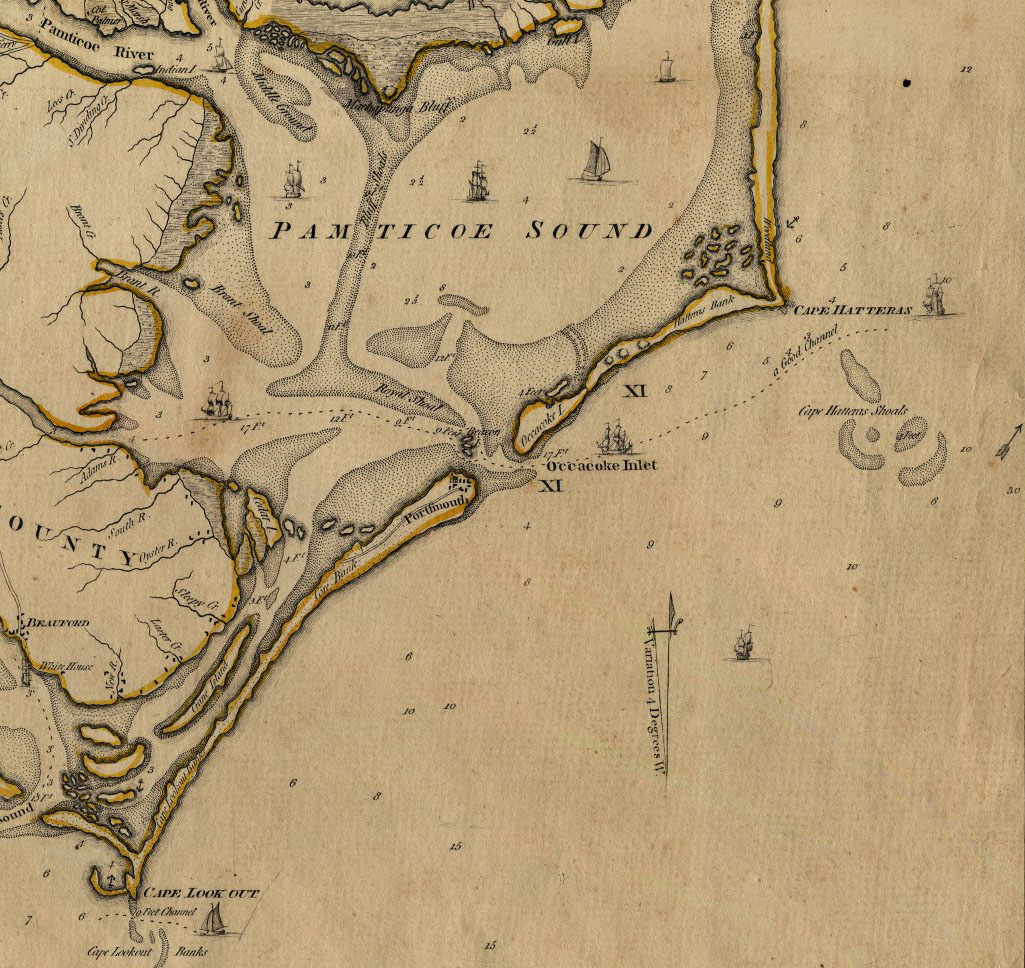
Mapa d'Ocracoke i rodalia, cap al 1775

## Història
Ocracoke va ser una de les primeres cales utilitzades pels colons als Outer Banks de Carolina del Nord, primer lloc on s'establiren un grup de colons que van viatjar pel territori i fins a l'illa de Roanoke el 1585. Es va convertir en l'entrada més important per al lliurament de mercaderies al continent, especialment a Nova Berna i Bath. El pirata Capità Barbanegra va ser assassinat en una batalla just a l'interior de l'entrada del que posteriorment es coneixia com a Teach's Hole, el 22 de novembre de 1718.
Durant la Guerra de la Independència dels Estats Units, molts subministraments que van ajudar l'exèrcit continental sota el general George Washington van passar per aquesta entrada. Va esdevenir tan important que es va establir una ciutat a l'extrem de l'illa sud, l'illa de Portsmouth, complementant la ciutat d'Ocracoke al nord. En un moment, l'illa de Portsmouth va ser el lloc més densament poblat de tot l'Outer Banks. No obstant això, després del Gran Huracà de l'Havana de 1846, quan es van obrir Hatteras Inlet i Oregon Inlet, Ocracoke Inlet va perdre el seu protagonisme. L'extensió del banc de sorra va fer que els vaixells comercials viatgessin a cales més profundes.
A New Voyage to Carolina, publicat el 1709, John Lawson va escriure:
Ocacock és la millor entrada i port d'aquest país; i té 13 peus a l'aigua baixa a la barra. Hi ha dos Canals; un és estret i es troba a prop del Cap Sud; l'altre al mig, és a dir entre la Middle Ground i la South Shoar, i té una amplada per sobre de mitja milla. La barra en si no té més que la meitat de la longitud d'un cable, i llavors et trobes a 7 o 8 braces d'aigua; un bon port. El curs cap al so és NNW a aigües altes i Neap-tides, aquí hi ha 18 peus d'aigua. Es troba al SO de Hatteras Inlet. Lat. 35d 8".

## Actualment
Els pescadors esportius comercials i d'alta mar utilitzen l'entrada per accedir a l'oceà Atlàntic. A més, molts vaixells d'esbarjo utilitzen l'entrada per arribar a Ocracoke Village i Inner Banks.
Ocracoke Inlet és utilitzat pel Centre Nacional d'Huracans com a punt d'interrupció per als rellotges i avisos de ciclons tropicals.